# 간다역 (큐슈여객철도)
간다역, 또는 칸다역(일본어: 苅田駅)은 일본 후쿠오카현 미야코 군 간다정에 위치한 큐슈여객철도 닛포 본선의역이다.
간다 정의 경우 기타큐슈시의 통근권에 속하므로 러시아워엔 다수의 통근 전철 이용자가 이 역을 이용한다. 또한, 2006년 3월 16일에 개항한 기타큐슈 공항의 관문 역할을 하고 있다.
아침에 시모노세키역과 이 역을 시·종점으로 하는 열차가 왕복 1회 지정되어 있다.

## 역 구조 및 승강장
단식 승강장 1면 1선과 섬식 승강장 1면 2선, 합계 2면 3선의 홈을 가지는 지상역. 이전에는 목조 역사가 설치되어 있었지만, 현재는 역사와 역전 광장을 개량하는 간다 역 주변 정비 사업에 의해 선상 역사가 되어 역의 동서를 묶는 자유 통로가 일부 미완성이면서 설치되어 있다. 이 자유 통로에는 공모에 의해 「WE로드」라고 하는 애칭을 가지고 있다. 역 동쪽은 2009년 12월 12일에 준공, 보행자 데크도 설치되었다. 서쪽은 거의 공사가 종료, 지방 도로 등에서 역 앞 광장에 통하는 도로의 신설 및 개량 공사가 계속해서 행해지고 있다. 엘리베이터는 개찰층으로 올라 홈을 묶는 것이 1기, 개찰층과 하행 홈 및 자유 통로와 동쪽 출입구의 공용 엘리베이터가 1대씩 설치되어 있다.
| 플랫폼 | 노선        | 방향   | 행선지                             |
| 1      | ■ 닛포 본선 | 하행선 | 유쿠하시 · 나카쓰 · 오이타 방면    |
| 2      | ■ 닛포 본선 | 대비선 |                                    |
| 3      | ■ 닛포 본선 | 상행선 | 고쿠라 · 모지 항 · 시모노세키 방면 |

## 역 주변
- 기타큐슈 공항

## 인접 역
| 닛포 본선          | 닛포 본선 | 닛포 본선                            |
| ------------------ | --------- | ------------------------------------ |
| 구사미 고쿠라 방면 | ■ 보통    | 오바세니시공대 앞 가고시마 중앙 방면 |